# موريس بيكر
موريس بيكر (بالإنجليزية: Maurice Baker)‏ مواليد 28 يوليو 1979 في ماديسون، هو لاعب كرة سلة أمريكي بدأ مسيرته الاحترافية في سنة 2002. يبلغ طوله 6 قدم 1 بوصة (1.9 م).

## فرق لعب لها
- نادي الاتحاد
- لوس أنجلوس كليبرز
- بورتلاند ترايل بلايزرز
- ليتوفوس رايتس
- باريس لوفالوا

## إحصائيات المسيرة

### الموسم الاعتيادي
| السنة   | الفريق                 | لعب | بدأ | دقيقة | ميداني% | ثلاثية | حرة  | ارتداد | صنع | استلاب | تصدي | نقطة |
| ------- | ---------------------- | --- | --- | ----- | ------- | ------ | ---- | ------ | --- | ------ | ---- | ---- |
| 2004–05 | لوس أنجلوس كليبرز      | 1   | 0   | 1.0   | .000    | .000   | .000 | .0     | .0  | .0     | .0   | .0   |
| 2004–05 | بورتلاند ترايل بلايزرز | 4   | 0   | 4.5   | .000    | .000   | .000 | .5     | .3  | .3     | .0   | .0   |
| المسيرة |                        | 5   | 0   | 3.8   | .000    | .000   | .000 | .4     | .2  | .2     | .0   | .0   |

## روابط خارجية
- موريس بيكر على موقع إن بي أي (الإنجليزية)
- موريس بيكر على موقع سبورتس رفرنس (الإنجليزية)
- موريس بيكر على موقع كرة السلة الأوروبية.كوم (الإنجليزية)
- موريس بيكر على موقع كلية كرة السلة في سبورتس رفرنس.كوم (الإنجليزية)
- موريس بيكر على موقع ريلجم (الإنجليزية)
- موريس بيكر على موقع بروبوليرز (الإنجليزية)
- موريس بيكر على موقع سبورتس رفرنس (الإنجليزية)
- موريس بيكر على موقع سبورتس رفرنس (الإنجليزية)